# Sonia Grande
Sonia Grande (Oviedo, 1964) è una costumista spagnola.

## Biografia
Studente della Real Escuela Superior de Arte Dramático, ha mosso i suoi primi passi al Teatro Español di Madrid, lavorando come attrice e guardarobiera per registi come Gerardo Vera. A partire dalla metà degli anni novanta si è dedicata interamente alla creazione di costumi cinematografici, lavorando a gran parte dei principali titoli del cinema spagnolo dei successivi tre decenni, vincendo il premio Goya per i migliori costumi nel 1999 per La niña dei tuoi sogni.
Approda nel 2009 a Hollywood col film È complicato. Ha collaborato con alcuni dei più rinomati autori spagnoli, come Almodóvar, Alejandro Amenábar e Fernando Trueba, ed esteri, come James Gray e Asghar Farhadi. È stata una collaboratrice frequente di Woody Allen, curando i costumi di Vicky Cristina Barcelona, Midnight in Paris, To Rome with Love e Magic in the Moonlight.

## Filmografia parziale

### Cinema
- La Celestina, regia di Gerardo Vera (1996)
- En dag til i solen, regia di Bent Hamer (1998)
- La niña dei tuoi sogni (La niña de tus ojos), regia di Fernando Trueba (1998)
- La lengua de las mariposas, regia di José Luis Cuerda (1999)
- The Others, regia di Alejandro Amenábar (2001)
- Nessuna notizia da Dio (Sin noticias de Dios), regia di Agustín Díaz Yanes (2001)
- Parla con lei (Hable con ella), regia di Pedro Almodóvar (2002)
- La fine di un mistero (La luz prodigiosa), regia di Miguel Hermoso (2003)
- La puta y la ballena, regia di Luis Puenzo (2004)
- I delitti della luna piena (Romasanta), regia di Paco Plaza (2004)
- Mare dentro (Mar adentro), regia di Alejandro Amenábar (2004)
- Vicky Cristina Barcelona, regia di Woody Allen (2008)
- Los girasoles ciegos, regia di José Luis Cuerda (2008)
- Manolete, regia di Menno Meyjes (2008)
- Gli abbracci spezzati (Los abrazos rotos), regia di Pedro Almodóvar (2009)
- È complicato (It's Complicated), regia di Nancy Meyers (2009)
- También la lluvia, regia di Icíar Bollaín (2010)
- Midnight in Paris, regia di Woody Allen (2011)
- To Rome with Love, regia di Woody Allen (2012)
- Libertador, regia di Alberto Arvelo (2013)
- Magic in the Moonlight, regia di Woody Allen (2014)
- Regression, regia di Alejandro Amenábar (2015)
- Julieta, regia di Pedro Almodóvar (2016)
- Zip e Zap - L'isola del capitano (Zipi y Zape y la isla del capitán), regia di Oskar Santos (2016)
- Civiltà perduta (The Lost City of Z), regia di James Gray (2016)
- Neve nera (Nieve negra), regia di Martín Hodara (2017)
- Il presidente (La Cordillera), regia di Santiago Mitre (2017)
- Marrowbone (El secreto de Marrowbone), regia di Sergio G. Sánchez (2017)
- Tutti lo sanno (Todos lo saben), regia di Asghar Farhadi (2018)
- Lettera a Franco (Mientras dure la guerra), regia di Alejandro Amenábar (2020)
- The Human Voice, regia di Pedro Almodóvar – cortometraggio (2020)
- Rifkin's Festival, regia di Woody Allen (2020)
- Un colpo di fortuna - Coup de chance (Coup de Chance), regia di Woody Allen (2023)

### Televisione
- La barriera (La valla) – serie TV, episodi 1x01-1x02-1x03 (2020)

## Riconoscimenti
- Premio Goya
  - 1997 – Candidatura ai migliori costumi per La Celestina
  - 1999 – Migliori costumi per La niña dei tuoi sogni
  - 2000 – Candidatura ai migliori costumi per La lengua de las mariposas
  - 2002 – Candidatura ai migliori costumi per The Others
  - 2005 – Candidatura ai migliori costumi per La puta y la ballena
  - 2006 – Candidatura ai migliori costumi per Hormigas en la boca
  - 2008 – Candidatura ai migliori costumi per Lola
  - 2009 – Candidatura ai migliori costumi per Los girasoles ciegos
  - 2010 – Candidatura ai migliori costumi per Gli abbracci spezzati
  - 2011 – Candidatura ai migliori costumi per También la lluvia
  - 2020 – Migliori costumi per Lettera a Franco